# Lista över fornlämningar i Norrköpings kommun (Kuddby)
Lista över fornlämningar i Norrköpings kommun (Kuddby) är en förteckning av ett urval av de fornlämningar som finns i Kuddby i Norrköpings kommun.
| Namn                          | Lämningstyp                      | Tillkomsttid | Historisk indelning  | Plats | Läge                 | ID-nr          | Bild                                      |
| ----------------------------- | -------------------------------- | ------------ | -------------------- | ----- | -------------------- | -------------- | ----------------------------------------- |
| Kuddby 3:1                    | Stensättning                     |              | Kuddby, Östergötland |       | 58.555372, 16.434973 | 10045000030001 | Ladda upp en bild av detta fornminne      |
| Kuddby 4:1                    | Stensättning                     |              | Kuddby, Östergötland |       | 58.555585, 16.447194 | 10045000040001 | Ladda upp en bild av detta fornminne      |
| Kuddby 5:1                    | Stensättning                     |              | Kuddby, Östergötland |       | 58.554500, 16.447423 | 10045000050001 | Ladda upp en bild av detta fornminne      |
| Kuddby 6:1                    | Stensättning                     |              | Kuddby, Östergötland |       | 58.549208, 16.438120 | 10045000060001 | Ladda upp en bild av detta fornminne      |
| Kuddby 7:1                    | Stensättning                     |              | Kuddby, Östergötland |       | 58.548613, 16.441162 | 10045000070001 | Ladda upp en bild av detta fornminne      |
| Kuddby 7:2                    | Stensättning                     |              | Kuddby, Östergötland |       | 58.548541, 16.440937 | 10045000070002 | Ladda upp en bild av detta fornminne      |
| Kuddby 8:1                    | Stensättning                     |              | Kuddby, Östergötland |       | 58.548030, 16.443685 | 10045000080001 | Ladda upp en bild av detta fornminne      |
| Kuddby 8:2                    | Stensättning                     |              | Kuddby, Östergötland |       | 58.547941, 16.443326 | 10045000080002 | Ladda upp en bild av detta fornminne      |
| Kuddby 9:1                    | Stensättning                     |              | Kuddby, Östergötland |       | 58.552189, 16.440794 | 10045000090001 | Ladda upp en bild av detta fornminne      |
| Kuddby 10:1                   | Stensättning                     |              | Kuddby, Östergötland |       | 58.552384, 16.445444 | 10045000100001 | Ladda upp en bild av detta fornminne      |
| Kuddby 11:1                   | Stensättning                     |              | Kuddby, Östergötland |       | 58.554996, 16.451218 | 10045000110001 | Ladda upp en bild av detta fornminne      |
| Kuddby 12:1                   | Stensättning                     |              | Kuddby, Östergötland |       | 58.555285, 16.461824 | 10045000120001 | Ladda upp en bild av detta fornminne      |
| Kuddby 13:1                   | Gravfält                         |              | Kuddby, Östergötland |       | 58.551242, 16.431633 | 10045000130001 | Ladda upp en bild av detta fornminne      |
| Kuddby 14:1                   | Gravfält                         |              | Kuddby, Östergötland |       | 58.544051, 16.439677 | 10045000140001 | Ladda upp en bild av detta fornminne      |
| Kuddby 16:1                   | Gravfält                         |              | Kuddby, Östergötland |       | 58.545431, 16.450546 | 10045000160001 | Ladda upp en bild av detta fornminne      |
| Kuddby 17:1                   | Gravfält                         |              | Kuddby, Östergötland |       | 58.543130, 16.458890 | 10045000170001 | Ladda upp en bild av detta fornminne      |
| Kuddby 18:1                   | Gravfält                         |              | Kuddby, Östergötland |       | 58.541788, 16.455942 | 10045000180001 | Ladda upp en bild av detta fornminne      |
| Kuddby 19:1                   | Gravfält                         |              | Kuddby, Östergötland |       | 58.543723, 16.466547 | 10045000190001 | Ladda upp en bild av detta fornminne      |
| Kuddby 20:1                   | Stensättning                     |              | Kuddby, Östergötland |       | 58.546265, 16.462528 | 10045000200001 | Ladda upp en bild av detta fornminne      |
| Kuddby 21:1                   | Stensättning                     |              | Kuddby, Östergötland |       | 58.547951, 16.464818 | 10045000210001 | Ladda upp en bild av detta fornminne      |
| Kuddby 21:2                   | Stensättning                     |              | Kuddby, Östergötland |       | 58.547958, 16.464492 | 10045000210002 | Ladda upp en bild av detta fornminne      |
| Kuddby 22:1                   | Stensättning                     |              | Kuddby, Östergötland |       | 58.545883, 16.466426 | 10045000220001 | Ladda upp en bild av detta fornminne      |
| Kuddby 23:1                   | Stensättning                     |              | Kuddby, Östergötland |       | 58.544815, 16.465161 | 10045000230001 | Ladda upp en bild av detta fornminne      |
| Kuddby 24:1                   | Stensättning                     |              | Kuddby, Östergötland |       | 58.544558, 16.462449 | 10045000240001 | Ladda upp en bild av detta fornminne      |
| Kuddby 24:2                   | Stensättning                     |              | Kuddby, Östergötland |       | 58.544620, 16.461818 | 10045000240002 | Ladda upp en bild av detta fornminne      |
| Kuddby 24:3                   | Stensättning                     |              | Kuddby, Östergötland |       | 58.544840, 16.462035 | 10045000240003 | Ladda upp en bild av detta fornminne      |
| Kuddby 26:1                   | Gravfält                         |              | Kuddby, Östergötland |       | 58.544660, 16.460142 | 10045000260001 | Ladda upp en bild av detta fornminne      |
| Kuddby 27:1                   | Röse                             |              | Kuddby, Östergötland |       | 58.550580, 16.463759 | 10045000270001 | Ladda upp en bild av detta fornminne      |
| Kuddby 28:1                   | Gravfält                         |              | Kuddby, Östergötland |       | 58.542670, 16.470181 | 10045000280001 | Ladda upp en bild av detta fornminne      |
| Kuddby 30:1                   | Grav- och boplatsområde          |              | Kuddby, Östergötland |       | 58.549384, 16.469487 | 10045000300001 | Ladda upp en bild av detta fornminne      |
| Kuddby 31:1                   | Stensättning                     |              | Kuddby, Östergötland |       | 58.550068, 16.459866 | 10045000310001 | Ladda upp en bild av detta fornminne      |
| Kuddby 32:1                   | Stensättning                     |              | Kuddby, Östergötland |       | 58.545129, 16.479456 | 10045000320001 | Ladda upp en bild av detta fornminne      |
| Kuddby 32:2                   | Stensättning                     |              | Kuddby, Östergötland |       | 58.545260, 16.479462 | 10045000320002 | Ladda upp en bild av detta fornminne      |
| Kuddby 33:1                   | Gravfält                         |              | Kuddby, Östergötland |       | 58.544954, 16.482352 | 10045000330001 | Ladda upp en bild av detta fornminne      |
| Kuddby 34:1                   | Röse                             |              | Kuddby, Östergötland |       | 58.552345, 16.479506 | 10045000340001 | Ladda upp en bild av detta fornminne      |
| Kuddby 34:2                   | Stensättning                     |              | Kuddby, Östergötland |       | 58.552823, 16.479919 | 10045000340002 | Ladda upp en bild av detta fornminne      |
| Kuddby 35:1                   | Gravfält                         |              | Kuddby, Östergötland |       | 58.539847, 16.485359 | 10045000350001 | Ladda upp en bild av detta fornminne      |
| Kuddby 37:1                   | Gravfält                         |              | Kuddby, Östergötland |       | 58.558523, 16.460053 | 10045000370001 | Ladda upp en bild av detta fornminne      |
| Kuddby 38:1                   | Gravfält                         |              | Kuddby, Östergötland |       | 58.555096, 16.471086 | 10045000380001 | Ladda upp en bild av detta fornminne      |
| Kuddby 40:1                   | Stensättning                     |              | Kuddby, Östergötland |       | 58.555994, 16.470954 | 10045000400001 | Ladda upp en bild av detta fornminne      |
| Kuddby 41:1                   | Stensättning                     |              | Kuddby, Östergötland |       | 58.562054, 16.471707 | 10045000410001 | Ladda upp en bild av detta fornminne      |
| Kuddby 42:1                   | Stensättning                     |              | Kuddby, Östergötland |       | 58.562510, 16.471144 | 10045000420001 | Ladda upp en bild av detta fornminne      |
| Kuddby 42:2                   | Stensättning                     |              | Kuddby, Östergötland |       | 58.562612, 16.470930 | 10045000420002 | Ladda upp en bild av detta fornminne      |
| Kuddby 42:3                   | Stensättning                     |              | Kuddby, Östergötland |       | 58.562814, 16.471062 | 10045000420003 | Ladda upp en bild av detta fornminne      |
| Kuddby 42:4                   | Stenkrets                        |              | Kuddby, Östergötland |       | 58.562775, 16.471246 | 10045000420004 | Ladda upp en bild av detta fornminne      |
| Kuddby 43:1                   | Stensättning                     |              | Kuddby, Östergötland |       | 58.562763, 16.474805 | 10045000430001 | Ladda upp en bild av detta fornminne      |
| Kuddby 43:2                   | Stensättning                     |              | Kuddby, Östergötland |       | 58.562596, 16.475350 | 10045000430002 | Ladda upp en bild av detta fornminne      |
| Kuddby 44:1                   | Grav- och boplatsområde          |              | Kuddby, Östergötland |       | 58.560218, 16.473719 | 10045000440001 | Ladda upp en bild av detta fornminne      |
| Kuddby 45:1                   | Gravfält                         |              | Kuddby, Östergötland |       | 58.563537, 16.481718 | 10045000450001 | Ladda upp en bild av detta fornminne      |
| Kuddby 47:1                   | Gravfält                         |              | Kuddby, Östergötland |       | 58.558838, 16.485654 | 10045000470001 | Ladda upp en bild av detta fornminne      |
| Kuddby 49:1                   | Gravfält                         |              | Kuddby, Östergötland |       | 58.555365, 16.499030 | 10045000490001 | Ladda upp en bild av detta fornminne      |
| Kuddby 50:1                   | Gravfält                         |              | Kuddby, Östergötland |       | 58.555324, 16.500764 | 10045000500001 | Ladda upp en bild av detta fornminne      |
| Kuddby 51:1                   | Gravfält                         |              | Kuddby, Östergötland |       | 58.556315, 16.500579 | 10045000510001 | Ladda upp en bild av detta fornminne      |
| Kuddby 52:1                   | Gravfält                         |              | Kuddby, Östergötland |       | 58.556283, 16.507340 | 10045000520001 | Ladda upp en bild av detta fornminne      |
| Kuddby 53:1                   | Gravfält                         |              | Kuddby, Östergötland |       | 58.551939, 16.498673 | 10045000530001 | Ladda upp en bild av detta fornminne      |
| Kuddby 54:1                   | Runristning                      |              | Kuddby, Östergötland |       | 58.545457, 16.493764 | 10045000540001 | Ladda upp en bild av detta fornminne      |
| Kuddby 55:1                   | Gravfält                         |              | Kuddby, Östergötland |       | 58.547053, 16.406588 | 10045000550001 | Ladda upp en bild av detta fornminne      |
| Kuddby 56:1                   | Stensättning                     |              | Kuddby, Östergötland |       | 58.547915, 16.407864 | 10045000560001 | Ladda upp en bild av detta fornminne      |
| Kuddby 57:1                   | Stensättning                     |              | Kuddby, Östergötland |       | 58.546729, 16.402776 | 10045000570001 | Ladda upp en bild av detta fornminne      |
| Kuddby 58:1                   | Hällristning                     |              | Kuddby, Östergötland |       | 58.547448, 16.400639 | 10045000580001 | Ladda upp en bild av detta fornminne      |
| Kuddby 59:1                   | Gravfält                         |              | Kuddby, Östergötland |       | 58.545411, 16.397388 | 10045000590001 | Ladda upp en bild av detta fornminne      |
| Kuddby 60:1                   | Stensättning                     |              | Kuddby, Östergötland |       | 58.544755, 16.405290 | 10045000600001 | Ladda upp en bild av detta fornminne      |
| Kuddby 61:1                   | Stensättning                     |              | Kuddby, Östergötland |       | 58.545887, 16.402406 | 10045000610001 | Ladda upp en bild av detta fornminne      |
| Kuddby 63:1                   | Grav- och boplatsområde          |              | Kuddby, Östergötland |       | 58.539641, 16.389045 | 10045000630001 | Ladda upp en bild av detta fornminne      |
| Kuddby 64:1                   | Stensättning                     |              | Kuddby, Östergötland |       | 58.541430, 16.404371 | 10045000640001 | Ladda upp en bild av detta fornminne      |
| Kuddby 65:1                   | Stensättning                     |              | Kuddby, Östergötland |       | 58.536598, 16.408936 | 10045000650001 | Ladda upp en bild av detta fornminne      |
| Kuddby 65:2                   | Stensättning                     |              | Kuddby, Östergötland |       | 58.536218, 16.408845 | 10045000650002 | Ladda upp en bild av detta fornminne      |
| Kuddby 66:1                   | Stensättning                     |              | Kuddby, Östergötland |       | 58.540965, 16.418220 | 10045000660001 | Ladda upp en bild av detta fornminne      |
| Kuddby 67:1                   | Stensättning                     |              | Kuddby, Östergötland |       | 58.541194, 16.416081 | 10045000670001 | Ladda upp en bild av detta fornminne      |
| Kuddby 68:3                   | Stensättning                     |              | Kuddby, Östergötland |       | 58.540476, 16.415226 | 10045000680003 | Ladda upp en bild av detta fornminne      |
| Kuddby 68:4                   | Grav markerad av sten/block      |              | Kuddby, Östergötland |       | 58.540437, 16.415450 | 10045000680004 | Ladda upp en bild av detta fornminne      |
| Kuddby 69:1                   | Stensättning                     |              | Kuddby, Östergötland |       | 58.540194, 16.412559 | 10045000690001 | Ladda upp en bild av detta fornminne      |
| Kuddby 70:1                   | Stensättning                     |              | Kuddby, Östergötland |       | 58.533632, 16.418540 | 10045000700001 | Ladda upp en bild av detta fornminne      |
| Kuddby 71:1                   | Gravfält                         |              | Kuddby, Östergötland |       | 58.527098, 16.443080 | 10045000710001 | Ladda upp en bild av detta fornminne      |
| Kuddby 72:1                   | Stensättning                     |              | Kuddby, Östergötland |       | 58.528143, 16.443106 | 10045000720001 | Ladda upp en bild av detta fornminne      |
| Kuddby 74:1                   | Gravfält                         |              | Kuddby, Östergötland |       | 58.527447, 16.439075 | 10045000740001 | Ladda upp en bild av detta fornminne      |
| Kuddby 75:1                   | Gravfält                         |              | Kuddby, Östergötland |       | 58.530671, 16.424995 | 10045000750001 | Ladda upp en bild av detta fornminne      |
| Kuddby 76:1                   | Gravfält                         |              | Kuddby, Östergötland |       | 58.530884, 16.423185 | 10045000760001 | Ladda upp en bild av detta fornminne      |
| Kuddby 77:1                   | Stensättning                     |              | Kuddby, Östergötland |       | 58.531156, 16.421903 | 10045000770001 | Ladda upp en bild av detta fornminne      |
| Kuddby 77:2                   | Stensättning                     |              | Kuddby, Östergötland |       | 58.531241, 16.421719 | 10045000770002 | Ladda upp en bild av detta fornminne      |
| Kuddby 78:1                   | Gravfält                         |              | Kuddby, Östergötland |       | 58.531849, 16.418403 | 10045000780001 | Ladda upp en bild av detta fornminne      |
| Kuddby 79:1                   | Stensättning                     |              | Kuddby, Östergötland |       | 58.528261, 16.411166 | 10045000790001 | Ladda upp en bild av detta fornminne      |
| Kuddby 80:1                   | Stensättning                     |              | Kuddby, Östergötland |       | 58.529095, 16.443754 | 10045000800001 | Ladda upp en bild av detta fornminne      |
| Kuddby 80:2                   | Stensättning                     |              | Kuddby, Östergötland |       | 58.529041, 16.443557 | 10045000800002 | Ladda upp en bild av detta fornminne      |
| Kuddby 81:1                   | Stensättning                     |              | Kuddby, Östergötland |       | 58.530649, 16.432248 | 10045000810001 | Ladda upp en bild av detta fornminne      |
| Kuddby 82:1                   | Stensättning                     |              | Kuddby, Östergötland |       | 58.533726, 16.442992 | 10045000820001 | Ladda upp en bild av detta fornminne      |
| Kuddby 82:2                   | Stensättning                     |              | Kuddby, Östergötland |       | 58.534032, 16.442889 | 10045000820002 | Ladda upp en bild av detta fornminne      |
| Kuddby 83:1                   | Stensättning                     |              | Kuddby, Östergötland |       | 58.535535, 16.443631 | 10045000830001 | Ladda upp en bild av detta fornminne      |
| Kuddby 83:2                   | Stensättning                     |              | Kuddby, Östergötland |       | 58.535681, 16.443511 | 10045000830002 | Ladda upp en bild av detta fornminne      |
| Kuddby 85:1                   | Gravfält                         |              | Kuddby, Östergötland |       | 58.536563, 16.441652 | 10045000850001 | Ladda upp en bild av detta fornminne      |
| Kuddby 87:1                   | Stensättning                     |              | Kuddby, Östergötland |       | 58.528406, 16.451422 | 10045000870001 | Ladda upp en bild av detta fornminne      |
| Kuddby 88:1                   | Stensättning                     |              | Kuddby, Östergötland |       | 58.528554, 16.449707 | 10045000880001 | Ladda upp en bild av detta fornminne      |
| Kuddby 89:1                   | Stensättning                     |              | Kuddby, Östergötland |       | 58.528479, 16.453630 | 10045000890001 | Ladda upp en bild av detta fornminne      |
| Kuddby 89:2                   | Stensättning                     |              | Kuddby, Östergötland |       | 58.528599, 16.453167 | 10045000890002 | Ladda upp en bild av detta fornminne      |
| Kuddby 89:3                   | Stensättning                     |              | Kuddby, Östergötland |       | 58.528269, 16.453837 | 10045000890003 | Ladda upp en bild av detta fornminne      |
| Kuddby 91:1                   | Hög                              |              | Kuddby, Östergötland |       | 58.525704, 16.449308 | 10045000910001 | Ladda upp en bild av detta fornminne      |
| Kuddby 92:1                   | Stensättning                     |              | Kuddby, Östergötland |       | 58.530477, 16.462903 | 10045000920001 | Ladda upp en bild av detta fornminne      |
| Kuddby 92:2                   | Stensättning                     |              | Kuddby, Östergötland |       | 58.530584, 16.462729 | 10045000920002 | Ladda upp en bild av detta fornminne      |
| Kuddby 93:1                   | Gravfält                         |              | Kuddby, Östergötland |       | 58.528459, 16.467494 | 10045000930001 | Ladda upp en bild av detta fornminne      |
| Kuddby 94:1                   | Gravfält                         |              | Kuddby, Östergötland |       | 58.527228, 16.462097 | 10045000940001 | Ladda upp en bild av detta fornminne      |
| Kuddby 96:1                   | Fornborg                         |              | Kuddby, Östergötland |       | 58.528003, 16.464124 | 10045000960001 | Ladda upp en bild av detta fornminne      |
| Kuddby 97:1                   | Stensättning                     |              | Kuddby, Östergötland |       | 58.514240, 16.438134 | 10045000970001 | Ladda upp en bild av detta fornminne      |
| Kuddby 98:1                   | Stensättning                     |              | Kuddby, Östergötland |       | 58.520154, 16.428222 | 10045000980001 | Ladda upp en bild av detta fornminne      |
| Kuddby 98:2                   | Stensättning                     |              | Kuddby, Östergötland |       | 58.520248, 16.428230 | 10045000980002 | Ladda upp en bild av detta fornminne      |
| Kuddby 98:3                   | Grav markerad av sten/block      |              | Kuddby, Östergötland |       | 58.520264, 16.428062 | 10045000980003 | Ladda upp en bild av detta fornminne      |
| Kuddby 98:4                   | Stensättning                     |              | Kuddby, Östergötland |       | 58.519981, 16.428488 | 10045000980004 | Ladda upp en bild av detta fornminne      |
| Kuddby 99:1                   | Gravfält                         |              | Kuddby, Östergötland |       | 58.523055, 16.418958 | 10045000990001 | Ladda upp en bild av detta fornminne      |
| Kuddby 102:1                  | Hög                              |              | Kuddby, Östergötland |       | 58.522646, 16.411723 | 10045001020001 | Ladda upp en bild av detta fornminne      |
| Kuddby 103:1                  | Gravfält                         |              | Kuddby, Östergötland |       | 58.520824, 16.410298 | 10045001030001 | Ladda upp en bild av detta fornminne      |
| Kuddby 104:1                  | Stensättning                     |              | Kuddby, Östergötland |       | 58.519563, 16.419134 | 10045001040001 | Ladda upp en bild av detta fornminne      |
| Kuddby 105:1                  | Stensättning                     |              | Kuddby, Östergötland |       | 58.514641, 16.426527 | 10045001050001 | Ladda upp en bild av detta fornminne      |
| Kuddby 106:1                  | Stensättning                     |              | Kuddby, Östergötland |       | 58.514390, 16.425626 | 10045001060001 | Ladda upp en bild av detta fornminne      |
| Majeldsberget (Kuddby 107:1)  | Fornborg                         |              | Kuddby, Östergötland |       | 58.513799, 16.417648 | 10045001070001 | Ladda upp en bild av detta fornminne      |
| Kuddby 107:2                  | Husgrund, förhistorisk/medeltida |              | Kuddby, Östergötland |       | 58.513428, 16.416374 | 10045001070002 | Ladda upp en bild av detta fornminne      |
| Kuddby 108:1                  | Gravfält                         |              | Kuddby, Östergötland |       | 58.510549, 16.419536 | 10045001080001 | Ladda upp en bild av detta fornminne      |
| Kuddby 111:1                  | Gravfält                         |              | Kuddby, Östergötland |       | 58.510473, 16.409515 | 10045001110001 | Ladda upp en bild av detta fornminne      |
| Kuddby 112:1                  | Runristning                      |              | Kuddby, Östergötland |       | 58.528535, 16.474219 | 10045001120001 | Ladda upp en bild av detta fornminne      |
| Kuddby 112:2                  | Runristning                      |              | Kuddby, Östergötland |       | 58.528618, 16.474191 | 10045001120002 | Ladda upp en bild av detta fornminne      |
| Kuddby 114:1                  | Stensättning                     |              | Kuddby, Östergötland |       | 58.545085, 16.508029 | 10045001140001 | Ladda upp en bild av detta fornminne      |
| Kuddby 114:2                  | Stensättning                     |              | Kuddby, Östergötland |       | 58.544785, 16.507970 | 10045001140002 | Ladda upp en bild av detta fornminne      |
| Kuddby 114:3                  | Stensättning                     |              | Kuddby, Östergötland |       | 58.544710, 16.507413 | 10045001140003 | Ladda upp en bild av detta fornminne      |
| Kuddby 115:1                  | Röse                             |              | Kuddby, Östergötland |       | 58.543669, 16.509557 | 10045001150001 | Ladda upp en bild av detta fornminne      |
| Kuddby 116:1                  | Stensättning                     |              | Kuddby, Östergötland |       | 58.539428, 16.513965 | 10045001160001 | Ladda upp en bild av detta fornminne      |
| Kuddby 116:2                  | Stensättning                     |              | Kuddby, Östergötland |       | 58.539676, 16.513384 | 10045001160002 | Ladda upp en bild av detta fornminne      |
| Kuddby 116:3                  | Stensättning                     |              | Kuddby, Östergötland |       | 58.539373, 16.513294 | 10045001160003 | Ladda upp en bild av detta fornminne      |
| Kuddby 118:1                  | Stensättning                     |              | Kuddby, Östergötland |       | 58.540943, 16.500666 | 10045001180001 | Ladda upp en bild av detta fornminne      |
| Kuddby 119:1                  | Gravfält                         |              | Kuddby, Östergötland |       | 58.540330, 16.501292 | 10045001190001 | Ladda upp en bild av detta fornminne      |
| Kuddby 120:1                  | Stensättning                     |              | Kuddby, Östergötland |       | 58.536317, 16.514027 | 10045001200001 | Ladda upp en bild av detta fornminne      |
| Kuddby 122:1                  | Gravfält                         |              | Kuddby, Östergötland |       | 58.536634, 16.502525 | 10045001220001 | Ladda upp en bild av detta fornminne      |
| Kuddby 123:1                  | Stensättning                     |              | Kuddby, Östergötland |       | 58.527760, 16.513335 | 10045001230001 | Ladda upp en bild av detta fornminne      |
| Kuddby 124:1                  | Röse                             |              | Kuddby, Östergötland |       | 58.530869, 16.508540 | 10045001240001 | Ladda upp en bild av detta fornminne      |
| Kuddby 126:1                  | Gravfält                         |              | Kuddby, Östergötland |       | 58.521647, 16.515015 | 10045001260001 | Ladda upp en bild av detta fornminne      |
| Kuddby 128:1                  | Stensättning                     |              | Kuddby, Östergötland |       | 58.528596, 16.520024 | 10045001280001 | Ladda upp en bild av detta fornminne      |
| Kuddby 129:1                  | Stensättning                     |              | Kuddby, Östergötland |       | 58.525644, 16.526949 | 10045001290001 | Ladda upp en bild av detta fornminne      |
| Kuddby 130:3                  | Hällristning                     |              | Kuddby, Östergötland |       | 58.520459, 16.511117 | 10045001300003 | Ladda upp en bild av detta fornminne      |
| Kuddby 131:1                  | Gravfält                         |              | Kuddby, Östergötland |       | 58.522130, 16.512697 | 10045001310001 | Ladda upp en bild av detta fornminne      |
| Kuddby 132:1                  | Stensättning                     |              | Kuddby, Östergötland |       | 58.523174, 16.511144 | 10045001320001 | Ladda upp en bild av detta fornminne      |
| Kuddby 132:2                  | Stensättning                     |              | Kuddby, Östergötland |       | 58.522837, 16.511018 | 10045001320002 | Ladda upp en bild av detta fornminne      |
| Kuddby 133:1                  | Stensättning                     |              | Kuddby, Östergötland |       | 58.524323, 16.507406 | 10045001330001 | Ladda upp en bild av detta fornminne      |
| Kuddby 134:1                  | Stensättning                     |              | Kuddby, Östergötland |       | 58.524573, 16.504231 | 10045001340001 | Ladda upp en bild av detta fornminne      |
| Kuddby 135:1                  | Stensättning                     |              | Kuddby, Östergötland |       | 58.525955, 16.501955 | 10045001350001 | Ladda upp en bild av detta fornminne      |
| Kuddby 136:1                  | Stensättning                     |              | Kuddby, Östergötland |       | 58.525614, 16.501177 | 10045001360001 | Ladda upp en bild av detta fornminne      |
| Kuddby 137:1                  | Stensättning                     |              | Kuddby, Östergötland |       | 58.526006, 16.506896 | 10045001370001 | Ladda upp en bild av detta fornminne      |
| Kuddby 137:2                  | Stensättning                     |              | Kuddby, Östergötland |       | 58.525750, 16.507222 | 10045001370002 | Ladda upp en bild av detta fornminne      |
| Kuddby 138:1                  | Stensättning                     |              | Kuddby, Östergötland |       | 58.526491, 16.508690 | 10045001380001 | Ladda upp en bild av detta fornminne      |
| Kuddby 139:1                  | Gravfält                         |              | Kuddby, Östergötland |       | 58.526549, 16.503284 | 10045001390001 | Ladda upp en bild av detta fornminne      |
| Kuddby 140:1                  | Stensättning                     |              | Kuddby, Östergötland |       | 58.526135, 16.500285 | 10045001400001 | Ladda upp en bild av detta fornminne      |
| Kuddby 141:1                  | Gravfält                         |              | Kuddby, Östergötland |       | 58.525388, 16.493657 | 10045001410001 | Ladda upp en bild av detta fornminne      |
| Kuddby 142:1                  | Stensättning                     |              | Kuddby, Östergötland |       | 58.526673, 16.497042 | 10045001420001 | Ladda upp en bild av detta fornminne      |
| Kuddby 142:3                  | Stensättning                     |              | Kuddby, Östergötland |       | 58.526689, 16.497255 | 10045001420003 | Ladda upp en bild av detta fornminne      |
| Kuddby 143:1                  | Stensättning                     |              | Kuddby, Östergötland |       | 58.526679, 16.498356 | 10045001430001 | Ladda upp en bild av detta fornminne      |
| Kuddby 144:1                  | Stensättning                     |              | Kuddby, Östergötland |       | 58.529469, 16.494583 | 10045001440001 | Ladda upp en bild av detta fornminne      |
| Kuddby 145:1                  | Gravfält                         |              | Kuddby, Östergötland |       | 58.528273, 16.493109 | 10045001450001 | Ladda upp en bild av detta fornminne      |
| Kuddby 146:1                  | Stensättning                     |              | Kuddby, Östergötland |       | 58.537570, 16.493081 | 10045001460001 | Ladda upp en bild av detta fornminne      |
| Kuddby 147:1                  | Gravfält                         |              | Kuddby, Östergötland |       | 58.536114, 16.493533 | 10045001470001 | Ladda upp en bild av detta fornminne      |
| Kuddby 151:1                  | Stensättning                     |              | Kuddby, Östergötland |       | 58.521519, 16.534780 | 10045001510001 | Ladda upp en bild av detta fornminne      |
| Kuddby 151:2                  | Stensättning                     |              | Kuddby, Östergötland |       | 58.521158, 16.535031 | 10045001510002 | Ladda upp en bild av detta fornminne      |
| Kuddby 153:1                  | Stensättning                     |              | Kuddby, Östergötland |       | 58.514176, 16.532860 | 10045001530001 | Ladda upp en bild av detta fornminne      |
| Kuddby 153:2                  | Stensättning                     |              | Kuddby, Östergötland |       | 58.514185, 16.533124 | 10045001530002 | Ladda upp en bild av detta fornminne      |
| Kuddby 154:1                  | Stensättning                     |              | Kuddby, Östergötland |       | 58.514196, 16.535482 | 10045001540001 | Ladda upp en bild av detta fornminne      |
| Kuddby 154:2                  | Stensättning                     |              | Kuddby, Östergötland |       | 58.514472, 16.535294 | 10045001540002 | Ladda upp en bild av detta fornminne      |
| Kuddby 155:1                  | Gravfält                         |              | Kuddby, Östergötland |       | 58.517372, 16.526178 | 10045001550001 | Ladda upp en bild av detta fornminne      |
| Dalkullestenen (Kuddby 156:1) | Grav markerad av sten/block      |              | Kuddby, Östergötland |       | 58.515748, 16.523662 | 10045001560001 | Ladda upp en till bild av detta fornminne |
| Kuddby 157:1                  | Stensättning                     |              | Kuddby, Östergötland |       | 58.513414, 16.524335 | 10045001570001 | Ladda upp en bild av detta fornminne      |
| Kuddby 158:1                  | Gravfält                         |              | Kuddby, Östergötland |       | 58.514539, 16.522602 | 10045001580001 | Ladda upp en till bild av detta fornminne |
| Kuddby 158:2                  | Hällristning                     |              | Kuddby, Östergötland |       | 58.514002, 16.522795 | 10045001580002 | Ladda upp en bild av detta fornminne      |
| Kuddby 158:3                  | Hällristning                     |              | Kuddby, Östergötland |       | 58.514981, 16.521696 | 10045001580003 | Ladda upp en bild av detta fornminne      |
| Kuddby 159:1                  | Gravfält                         |              | Kuddby, Östergötland |       | 58.511526, 16.529571 | 10045001590001 | Ladda upp en bild av detta fornminne      |
| Kuddby 161:1                  | Hög                              |              | Kuddby, Östergötland |       | 58.520460, 16.508196 | 10045001610001 | Ladda upp en bild av detta fornminne      |
| Kuddby 161:3                  | Hällristning                     |              | Kuddby, Östergötland |       | 58.520520, 16.508109 | 10045001610003 | Ladda upp en bild av detta fornminne      |
| Kuddby 161:4                  | Hällristning                     |              | Kuddby, Östergötland |       | 58.520443, 16.507997 | 10045001610004 | Ladda upp en bild av detta fornminne      |
| Kuddby 161:5                  | Hällristning                     |              | Kuddby, Östergötland |       | 58.520396, 16.507841 | 10045001610005 | Ladda upp en bild av detta fornminne      |
| Kuddby 162:1                  | Hög                              |              | Kuddby, Östergötland |       | 58.521319, 16.508484 | 10045001620001 | Ladda upp en bild av detta fornminne      |
| Kuddby 163:1                  | Stensättning                     |              | Kuddby, Östergötland |       | 58.521960, 16.506926 | 10045001630001 | Ladda upp en bild av detta fornminne      |
| Kuddby 163:2                  | Hög                              |              | Kuddby, Östergötland |       | 58.521721, 16.507307 | 10045001630002 | Ladda upp en bild av detta fornminne      |
| Kuddby 164:1                  | Gravfält                         |              | Kuddby, Östergötland |       | 58.509292, 16.519626 | 10045001640001 | Ladda upp en bild av detta fornminne      |
| Kuddby 166:1                  | Runristning                      |              | Kuddby, Östergötland |       | 58.504541, 16.461192 | 10045001660001 | Ladda upp en till bild av detta fornminne |
| Kuddby 167:1                  | Gravfält                         |              | Kuddby, Östergötland |       | 58.507139, 16.470076 | 10045001670001 | Ladda upp en bild av detta fornminne      |
| Kuddby 167:2                  | Stensättning                     |              | Kuddby, Östergötland |       | 58.507187, 16.469272 | 10045001670002 | Ladda upp en bild av detta fornminne      |
| Kuddby 168:1                  | Gravfält                         |              | Kuddby, Östergötland |       | 58.507826, 16.472375 | 10045001680001 | Ladda upp en bild av detta fornminne      |
| Kuddby 169:1                  | Stensättning                     |              | Kuddby, Östergötland |       | 58.508406, 16.472402 | 10045001690001 | Ladda upp en bild av detta fornminne      |
| Kuddby 170:1                  | Gravfält                         |              | Kuddby, Östergötland |       | 58.512070, 16.468275 | 10045001700001 | Ladda upp en bild av detta fornminne      |
| Kuddby 171:1                  | Stensättning                     |              | Kuddby, Östergötland |       | 58.509254, 16.457886 | 10045001710001 | Ladda upp en bild av detta fornminne      |
| Kuddby 172:1                  | Stensättning                     |              | Kuddby, Östergötland |       | 58.509865, 16.459034 | 10045001720001 | Ladda upp en bild av detta fornminne      |
| Kuddby 173:1                  | Stensättning                     |              | Kuddby, Östergötland |       | 58.509687, 16.460696 | 10045001730001 | Ladda upp en bild av detta fornminne      |
| Kuddby 174:1                  | Gravfält                         |              | Kuddby, Östergötland |       | 58.505978, 16.440429 | 10045001740001 | Ladda upp en bild av detta fornminne      |
| Kuddby 175:1                  | Stensättning                     |              | Kuddby, Östergötland |       | 58.507867, 16.443911 | 10045001750001 | Ladda upp en bild av detta fornminne      |
| Kuddby 176:1                  | Stensättning                     |              | Kuddby, Östergötland |       | 58.508212, 16.442597 | 10045001760001 | Ladda upp en bild av detta fornminne      |
| Kuddby 176:2                  | Stensättning                     |              | Kuddby, Östergötland |       | 58.508068, 16.442496 | 10045001760002 | Ladda upp en bild av detta fornminne      |
| Kuddby 177:1                  | Gravfält                         |              | Kuddby, Östergötland |       | 58.507407, 16.441359 | 10045001770001 | Ladda upp en bild av detta fornminne      |
| Kuddby 178:1                  | Hällristning                     |              | Kuddby, Östergötland |       | 58.516838, 16.446180 | 10045001780001 | Ladda upp en bild av detta fornminne      |
| Kuddby 179:1                  | Stensättning                     |              | Kuddby, Östergötland |       | 58.515840, 16.456083 | 10045001790001 | Ladda upp en bild av detta fornminne      |
| Kuddby 179:2                  | Hällristning                     |              | Kuddby, Östergötland |       | 58.515674, 16.455666 | 10045001790002 | Ladda upp en bild av detta fornminne      |
| Kuddby 180:1                  | Runristning                      |              | Kuddby, Östergötland |       | 58.515079, 16.465460 | 10045001800001 | Ladda upp en bild av detta fornminne      |
| Kuddby 182:1                  | Gravfält                         |              | Kuddby, Östergötland |       | 58.503697, 16.440668 | 10045001820001 | Ladda upp en bild av detta fornminne      |
| Kuddby 183:1                  | Hällristning                     |              | Kuddby, Östergötland |       | 58.544420, 16.485285 | 10045001830001 | Ladda upp en bild av detta fornminne      |
| Kuddby 183:2                  | Hällristning                     |              | Kuddby, Östergötland |       | 58.544513, 16.485249 | 10045001830002 | Ladda upp en bild av detta fornminne      |
| Kuddby 185:1                  | Hög                              |              | Kuddby, Östergötland |       | 58.502563, 16.442754 | 10045001850001 | Ladda upp en bild av detta fornminne      |
| Kuddby 185:2                  | Stensättning                     |              | Kuddby, Östergötland |       | 58.502475, 16.442757 | 10045001850002 | Ladda upp en bild av detta fornminne      |
| Kuddby 185:3                  | Hög                              |              | Kuddby, Östergötland |       | 58.502365, 16.442749 | 10045001850003 | Ladda upp en bild av detta fornminne      |
| Kuddby 186:1                  | Runristning                      |              | Kuddby, Östergötland |       | 58.501255, 16.443579 | 10045001860001 | Ladda upp en bild av detta fornminne      |
| Kuddby 187:2                  | Grav markerad av sten/block      |              | Kuddby, Östergötland |       | 58.504170, 16.429083 | 10045001870002 | Ladda upp en bild av detta fornminne      |
| Kuddby 187:4                  | Grav markerad av sten/block      |              | Kuddby, Östergötland |       | 58.504268, 16.428861 | 10045001870004 | Ladda upp en bild av detta fornminne      |
| Kuddby 188:1                  | Gravfält                         |              | Kuddby, Östergötland |       | 58.504123, 16.421607 | 10045001880001 | Ladda upp en bild av detta fornminne      |
| Kuddby 190:1                  | Stensättning                     |              | Kuddby, Östergötland |       | 58.484388, 16.436286 | 10045001900001 | Ladda upp en bild av detta fornminne      |
| Kuddby 194:1                  | Gravfält                         |              | Kuddby, Östergötland |       | 58.511637, 16.460880 | 10045001940001 | Ladda upp en bild av detta fornminne      |
| Kuddby 197:1                  | Stensättning                     |              | Kuddby, Östergötland |       | 58.557526, 16.469260 | 10045001970001 | Ladda upp en bild av detta fornminne      |
| Kuddby 197:2                  | Stensättning                     |              | Kuddby, Östergötland |       | 58.557341, 16.469482 | 10045001970002 | Ladda upp en bild av detta fornminne      |
| Kuddby 198:1                  | Hällristning                     |              | Kuddby, Östergötland |       | 58.549236, 16.433606 | 10045001980001 | Ladda upp en bild av detta fornminne      |
| Kuddby 199:1                  | Hällristning                     |              | Kuddby, Östergötland |       | 58.550268, 16.433122 | 10045001990001 | Ladda upp en bild av detta fornminne      |
| Kuddby 200:1                  | Hällristning                     |              | Kuddby, Östergötland |       | 58.547732, 16.436500 | 10045002000001 | Ladda upp en bild av detta fornminne      |
| Kuddby 201:1                  | Stensättning                     |              | Kuddby, Östergötland |       | 58.549196, 16.435511 | 10045002010001 | Ladda upp en bild av detta fornminne      |
| Kuddby 201:2                  | Hällristning                     |              | Kuddby, Östergötland |       | 58.549153, 16.435760 | 10045002010002 | Ladda upp en bild av detta fornminne      |
| Kuddby 203:1                  | Stensättning                     |              | Kuddby, Östergötland |       | 58.550697, 16.445714 | 10045002030001 | Ladda upp en bild av detta fornminne      |
| Kuddby 204:1                  | Hällristning                     |              | Kuddby, Östergötland |       | 58.536110, 16.458385 | 10045002040001 | Ladda upp en bild av detta fornminne      |
| Kuddby 205:1                  | Hällristning                     |              | Kuddby, Östergötland |       | 58.542170, 16.451798 | 10045002050001 | Ladda upp en bild av detta fornminne      |
| Kuddby 206:1                  | Stensättning                     |              | Kuddby, Östergötland |       | 58.547253, 16.467133 | 10045002060001 | Ladda upp en bild av detta fornminne      |
| Kuddby 207:1                  | Stensättning                     |              | Kuddby, Östergötland |       | 58.550830, 16.451516 | 10045002070001 | Ladda upp en bild av detta fornminne      |
| Kuddby 209:1                  | Hällristning                     |              | Kuddby, Östergötland |       | 58.541420, 16.467024 | 10045002090001 | Ladda upp en bild av detta fornminne      |
| Kuddby 209:2                  | Hällristning                     |              | Kuddby, Östergötland |       | 58.541437, 16.466931 | 10045002090002 | Ladda upp en bild av detta fornminne      |
| Kuddby 210:1                  | Stensättning                     |              | Kuddby, Östergötland |       | 58.561220, 16.475743 | 10045002100001 | Ladda upp en bild av detta fornminne      |
| Kuddby 211:1                  | Gravfält                         |              | Kuddby, Östergötland |       | 58.560890, 16.475182 | 10045002110001 | Ladda upp en bild av detta fornminne      |
| Kuddby 214:1                  | Hällristning                     |              | Kuddby, Östergötland |       | 58.559476, 16.487586 | 10045002140001 | Ladda upp en bild av detta fornminne      |
| Kuddby 215:1                  | Hällristning                     |              | Kuddby, Östergötland |       | 58.543861, 16.489788 | 10045002150001 | Ladda upp en bild av detta fornminne      |
| Kuddby 216:1                  | Hällristning                     |              | Kuddby, Östergötland |       | 58.543006, 16.489920 | 10045002160001 | Ladda upp en bild av detta fornminne      |
| Kuddby 216:2                  | Hällristning                     |              | Kuddby, Östergötland |       | 58.543006, 16.489920 | 10045002160002 | Ladda upp en bild av detta fornminne      |
| Kuddby 216:3                  | Hällristning                     |              | Kuddby, Östergötland |       | 58.543006, 16.489920 | 10045002160003 | Ladda upp en bild av detta fornminne      |
| Kuddby 217:1                  | Hällristning                     |              | Kuddby, Östergötland |       | 58.542272, 16.490116 | 10045002170001 | Ladda upp en bild av detta fornminne      |
| Kuddby 217:2                  | Hällristning                     |              | Kuddby, Östergötland |       | 58.542272, 16.490116 | 10045002170002 | Ladda upp en bild av detta fornminne      |
| Kuddby 217:3                  | Hällristning                     |              | Kuddby, Östergötland |       | 58.542272, 16.490116 | 10045002170003 | Ladda upp en bild av detta fornminne      |
| Kuddby 217:4                  | Hällristning                     |              | Kuddby, Östergötland |       | 58.542272, 16.490116 | 10045002170004 | Ladda upp en bild av detta fornminne      |
| Kuddby 218:1                  | Hällristning                     |              | Kuddby, Östergötland |       | 58.540231, 16.484115 | 10045002180001 | Ladda upp en bild av detta fornminne      |
| Kuddby 219:1                  | Hällristning                     |              | Kuddby, Östergötland |       | 58.538972, 16.482218 | 10045002190001 | Ladda upp en bild av detta fornminne      |
| Kuddby 220:1                  | Stensättning                     |              | Kuddby, Östergötland |       | 58.557466, 16.460684 | 10045002200001 | Ladda upp en bild av detta fornminne      |
| Kuddby 221:1                  | Stensättning                     |              | Kuddby, Östergötland |       | 58.536295, 16.414595 | 10045002210001 | Ladda upp en bild av detta fornminne      |
| Kuddby 222:1                  | Hällristning                     |              | Kuddby, Östergötland |       | 58.541610, 16.422365 | 10045002220001 | Ladda upp en bild av detta fornminne      |
| Kuddby 223:1                  | Hällristning                     |              | Kuddby, Östergötland |       | 58.536215, 16.446364 | 10045002230001 | Ladda upp en bild av detta fornminne      |
| Kuddby 224:1                  | Hällristning                     |              | Kuddby, Östergötland |       | 58.533843, 16.454779 | 10045002240001 | Ladda upp en bild av detta fornminne      |
| Kuddby 225:1                  | Hällristning                     |              | Kuddby, Östergötland |       | 58.526606, 16.456759 | 10045002250001 | Ladda upp en bild av detta fornminne      |
| Kuddby 225:2                  | Stensättning                     |              | Kuddby, Östergötland |       | 58.526751, 16.457344 | 10045002250002 | Ladda upp en bild av detta fornminne      |
| Kuddby 225:3                  | Hällristning                     |              | Kuddby, Östergötland |       | 58.526818, 16.457259 | 10045002250003 | Ladda upp en bild av detta fornminne      |
| Kuddby 226:1                  | Hällristning                     |              | Kuddby, Östergötland |       | 58.527133, 16.453456 | 10045002260001 | Ladda upp en bild av detta fornminne      |
| Kuddby 226:2                  | Stensättning                     |              | Kuddby, Östergötland |       | 58.527090, 16.454076 | 10045002260002 | Ladda upp en bild av detta fornminne      |
| Kuddby 227:1                  | Hällristning                     |              | Kuddby, Östergötland |       | 58.522778, 16.466119 | 10045002270001 | Ladda upp en bild av detta fornminne      |
| Kuddby 228:1                  | Hällristning                     |              | Kuddby, Östergötland |       | 58.519453, 16.462600 | 10045002280001 | Ladda upp en bild av detta fornminne      |
| Kuddby 229:1                  | Hällristning                     |              | Kuddby, Östergötland |       | 58.520292, 16.461863 | 10045002290001 | Ladda upp en bild av detta fornminne      |
| Kuddby 229:2                  | Hällristning                     |              | Kuddby, Östergötland |       | 58.520331, 16.461994 | 10045002290002 | Ladda upp en bild av detta fornminne      |
| Kuddby 230:1                  | Hällristning                     |              | Kuddby, Östergötland |       | 58.527523, 16.443852 | 10045002300001 | Ladda upp en bild av detta fornminne      |
| Kuddby 230:2                  | Stensättning                     |              | Kuddby, Östergötland |       | 58.527537, 16.443547 | 10045002300002 | Ladda upp en bild av detta fornminne      |
| Kuddby 231:1                  | Hällristning                     |              | Kuddby, Östergötland |       | 58.527859, 16.441532 | 10045002310001 | Ladda upp en bild av detta fornminne      |
| Kuddby 232:1                  | Hällristning                     |              | Kuddby, Östergötland |       | 58.529124, 16.432416 | 10045002320001 | Ladda upp en bild av detta fornminne      |
| Kuddby 233:1                  | Hällristning                     |              | Kuddby, Östergötland |       | 58.528537, 16.436650 | 10045002330001 | Ladda upp en bild av detta fornminne      |
| Kuddby 233:2                  | Hällristning                     |              | Kuddby, Östergötland |       | 58.528500, 16.436743 | 10045002330002 | Ladda upp en bild av detta fornminne      |
| Kuddby 234:1                  | Stensättning                     |              | Kuddby, Östergötland |       | 58.528689, 16.446561 | 10045002340001 | Ladda upp en bild av detta fornminne      |
| Kuddby 235:1                  | Hällristning                     |              | Kuddby, Östergötland |       | 58.524307, 16.440593 | 10045002350001 | Ladda upp en bild av detta fornminne      |
| Kuddby 235:2                  | Hällristning                     |              | Kuddby, Östergötland |       | 58.524276, 16.440699 | 10045002350002 | Ladda upp en bild av detta fornminne      |
| Kuddby 236:1                  | Hällristning                     |              | Kuddby, Östergötland |       | 58.527787, 16.424503 | 10045002360001 | Ladda upp en bild av detta fornminne      |
| Kuddby 237:1                  | Hällristning                     |              | Kuddby, Östergötland |       | 58.529971, 16.421920 | 10045002370001 | Ladda upp en bild av detta fornminne      |
| Kuddby 237:2                  | Hällristning                     |              | Kuddby, Östergötland |       | 58.529822, 16.422029 | 10045002370002 | Ladda upp en bild av detta fornminne      |
| Kuddby 238:1                  | Hällristning                     |              | Kuddby, Östergötland |       | 58.530737, 16.419874 | 10045002380001 | Ladda upp en bild av detta fornminne      |
| Kuddby 239:1                  | Hällristning                     |              | Kuddby, Östergötland |       | 58.533329, 16.413537 | 10045002390001 | Ladda upp en bild av detta fornminne      |
| Kuddby 239:2                  | Hällristning                     |              | Kuddby, Östergötland |       | 58.533333, 16.413407 | 10045002390002 | Ladda upp en bild av detta fornminne      |
| Kuddby 240:1                  | Stensättning                     |              | Kuddby, Östergötland |       | 58.534704, 16.412833 | 10045002400001 | Ladda upp en bild av detta fornminne      |
| Kuddby 241:1                  | Hällristning                     |              | Kuddby, Östergötland |       | 58.525246, 16.431496 | 10045002410001 | Ladda upp en bild av detta fornminne      |
| Kuddby 242:1                  | Hällristning                     |              | Kuddby, Östergötland |       | 58.523951, 16.413882 | 10045002420001 | Ladda upp en bild av detta fornminne      |
| Kuddby 242:2                  | Hällristning                     |              | Kuddby, Östergötland |       | 58.523913, 16.413940 | 10045002420002 | Ladda upp en bild av detta fornminne      |
| Kuddby 242:3                  | Hällristning                     |              | Kuddby, Östergötland |       | 58.523688, 16.414055 | 10045002420003 | Ladda upp en bild av detta fornminne      |
| Kuddby 243:1                  | Hög                              |              | Kuddby, Östergötland |       | 58.522850, 16.412950 | 10045002430001 | Ladda upp en bild av detta fornminne      |
| Kuddby 244:1                  | Hällristning                     |              | Kuddby, Östergötland |       | 58.521959, 16.426021 | 10045002440001 | Ladda upp en bild av detta fornminne      |
| Kuddby 245:1                  | Hällristning                     |              | Kuddby, Östergötland |       | 58.517812, 16.457286 | 10045002450001 | Ladda upp en bild av detta fornminne      |
| Kuddby 246:1                  | Stensättning                     |              | Kuddby, Östergötland |       | 58.522261, 16.449456 | 10045002460001 | Ladda upp en bild av detta fornminne      |
| Kuddby 247:1                  | Hällristning                     |              | Kuddby, Östergötland |       | 58.524342, 16.452028 | 10045002470001 | Ladda upp en bild av detta fornminne      |
| Kuddby 248:1                  | Stensättning                     |              | Kuddby, Östergötland |       | 58.519071, 16.441925 | 10045002480001 | Ladda upp en bild av detta fornminne      |
| Kuddby 248:2                  | Grav markerad av sten/block      |              | Kuddby, Östergötland |       | 58.518791, 16.442577 | 10045002480002 | Ladda upp en bild av detta fornminne      |
| Kuddby 249:2                  | Hällristning                     |              | Kuddby, Östergötland |       | 58.513833, 16.459193 | 10045002490002 | Ladda upp en bild av detta fornminne      |
| Kuddby 250:1                  | Hällristning                     |              | Kuddby, Östergötland |       | 58.545661, 16.416437 | 10045002500001 | Ladda upp en bild av detta fornminne      |
| Kuddby 251:1                  | Hällristning                     |              | Kuddby, Östergötland |       | 58.548111, 16.408788 | 10045002510001 | Ladda upp en bild av detta fornminne      |
| Kuddby 254:1                  | Stensättning                     |              | Kuddby, Östergötland |       | 58.509536, 16.442396 | 10045002540001 | Ladda upp en bild av detta fornminne      |
| Kuddby 256:1                  | Stensättning                     |              | Kuddby, Östergötland |       | 58.505570, 16.439719 | 10045002560001 | Ladda upp en bild av detta fornminne      |
| Kuddby 256:2                  | Stensättning                     |              | Kuddby, Östergötland |       | 58.505635, 16.439867 | 10045002560002 | Ladda upp en bild av detta fornminne      |
| Kuddby 256:3                  | Stensättning                     |              | Kuddby, Östergötland |       | 58.505658, 16.439716 | 10045002560003 | Ladda upp en bild av detta fornminne      |
| Kuddby 256:4                  | Stensättning                     |              | Kuddby, Östergötland |       | 58.505316, 16.440066 | 10045002560004 | Ladda upp en bild av detta fornminne      |
| Kuddby 259:1                  | Stensättning                     |              | Kuddby, Östergötland |       | 58.511264, 16.418452 | 10045002590001 | Ladda upp en bild av detta fornminne      |
| Kuddby 259:2                  | Hällristning                     |              | Kuddby, Östergötland |       | 58.511339, 16.418569 | 10045002590002 | Ladda upp en bild av detta fornminne      |
| Kuddby 260:1                  | Hällristning                     |              | Kuddby, Östergötland |       | 58.507693, 16.416031 | 10045002600001 | Ladda upp en bild av detta fornminne      |
| Kuddby 262:1                  | Stensättning                     |              | Kuddby, Östergötland |       | 58.513525, 16.429958 | 10045002620001 | Ladda upp en bild av detta fornminne      |
| Kuddby 263:1                  | Stensättning                     |              | Kuddby, Östergötland |       | 58.510047, 16.431571 | 10045002630001 | Ladda upp en bild av detta fornminne      |
| Kuddby 264:1                  | Hällristning                     |              | Kuddby, Östergötland |       | 58.513490, 16.437592 | 10045002640001 | Ladda upp en bild av detta fornminne      |
| Kuddby 265:1                  | Hällristning                     |              | Kuddby, Östergötland |       | 58.537110, 16.482446 | 10045002650001 | Ladda upp en bild av detta fornminne      |
| Kuddby 266:1                  | Hällristning                     |              | Kuddby, Östergötland |       | 58.531285, 16.500298 | 10045002660001 | Ladda upp en bild av detta fornminne      |
| Kuddby 267:1                  | Hällristning                     |              | Kuddby, Östergötland |       | 58.530097, 16.495880 | 10045002670001 | Ladda upp en bild av detta fornminne      |
| Kuddby 267:2                  | Hällristning                     |              | Kuddby, Östergötland |       | 58.530097, 16.495880 | 10045002670002 | Ladda upp en bild av detta fornminne      |
| Kuddby 268:1                  | Hällristning                     |              | Kuddby, Östergötland |       | 58.522234, 16.504687 | 10045002680001 | Ladda upp en bild av detta fornminne      |
| Kuddby 269:1                  | Stensättning                     |              | Kuddby, Östergötland |       | 58.523425, 16.503109 | 10045002690001 | Ladda upp en bild av detta fornminne      |
| Kuddby 270:1                  | Stensättning                     |              | Kuddby, Östergötland |       | 58.522262, 16.507967 | 10045002700001 | Ladda upp en bild av detta fornminne      |
| Kuddby 270:2                  | Stensättning                     |              | Kuddby, Östergötland |       | 58.522012, 16.508328 | 10045002700002 | Ladda upp en bild av detta fornminne      |
| Kuddby 271:1                  | Hällristning                     |              | Kuddby, Östergötland |       | 58.517822, 16.512531 | 10045002710001 | Ladda upp en bild av detta fornminne      |
| Kuddby 272:1                  | Hällristning                     |              | Kuddby, Östergötland |       | 58.521071, 16.519234 | 10045002720001 | Ladda upp en bild av detta fornminne      |
| Kuddby 274:1                  | Hällristning                     |              | Kuddby, Östergötland |       | 58.511674, 16.524390 | 10045002740001 | Ladda upp en bild av detta fornminne      |
| Kuddby 275:1                  | Hällristning                     |              | Kuddby, Östergötland |       | 58.513275, 16.526764 | 10045002750001 | Ladda upp en bild av detta fornminne      |
| Kuddby 276:1                  | Hällristning                     |              | Kuddby, Östergötland |       | 58.512541, 16.528099 | 10045002760001 | Ladda upp en bild av detta fornminne      |
| Kuddby 277:1                  | Hällristning                     |              | Kuddby, Östergötland |       | 58.510062, 16.531880 | 10045002770001 | Ladda upp en bild av detta fornminne      |
| Kuddby 278:1                  | Grav markerad av sten/block      |              | Kuddby, Östergötland |       | 58.504841, 16.427967 | 10045002780001 | Ladda upp en bild av detta fornminne      |
| Kuddby 278:2                  | Grav markerad av sten/block      |              | Kuddby, Östergötland |       | 58.505013, 16.427870 | 10045002780002 | Ladda upp en bild av detta fornminne      |
| Kuddby 281:1                  | Stensättning                     |              | Kuddby, Östergötland |       | 58.556695, 16.501551 | 10045002810001 | Ladda upp en bild av detta fornminne      |
| Kuddby 281:2                  | Stensättning                     |              | Kuddby, Östergötland |       | 58.556805, 16.502391 | 10045002810002 | Ladda upp en bild av detta fornminne      |
| Kuddby 282:1                  | Stensättning                     |              | Kuddby, Östergötland |       | 58.549799, 16.505231 | 10045002820001 | Ladda upp en bild av detta fornminne      |
| Kuddby 285:1                  | Gravfält                         |              | Kuddby, Östergötland |       | 58.505491, 16.541358 | 10045002850001 | Ladda upp en bild av detta fornminne      |
| Kuddby 286:1                  | Stensättning                     |              | Kuddby, Östergötland |       | 58.504764, 16.542447 | 10045002860001 | Ladda upp en bild av detta fornminne      |
| Kuddby 287:1                  | Stensättning                     |              | Kuddby, Östergötland |       | 58.504168, 16.542008 | 10045002870001 | Ladda upp en bild av detta fornminne      |
| Kuddby 287:4                  | Stensättning                     |              | Kuddby, Östergötland |       | 58.503889, 16.542803 | 10045002870004 | Ladda upp en bild av detta fornminne      |
| Kuddby 288:1                  | Stensättning                     |              | Kuddby, Östergötland |       | 58.505167, 16.540273 | 10045002880001 | Ladda upp en bild av detta fornminne      |
| Kuddby 288:2                  | Stensättning                     |              | Kuddby, Östergötland |       | 58.505049, 16.540479 | 10045002880002 | Ladda upp en bild av detta fornminne      |
| Kuddby 290:1                  | Stensättning                     |              | Kuddby, Östergötland |       | 58.504124, 16.540666 | 10045002900001 | Ladda upp en bild av detta fornminne      |
| Kuddby 290:2                  | Stensättning                     |              | Kuddby, Östergötland |       | 58.504255, 16.540676 | 10045002900002 | Ladda upp en bild av detta fornminne      |
| Kuddby 301:1                  | Gravfält                         |              | Kuddby, Östergötland |       | 58.535743, 16.412168 | 10045003010001 | Ladda upp en bild av detta fornminne      |
| Kuddby 303:1                  | Stensättning                     |              | Kuddby, Östergötland |       | 58.536148, 16.410394 | 10045003030001 | Ladda upp en bild av detta fornminne      |
| Kuddby 303:2                  | Stensättning                     |              | Kuddby, Östergötland |       | 58.536366, 16.410145 | 10045003030002 | Ladda upp en bild av detta fornminne      |
| Kuddby 304:1                  | Stensättning                     |              | Kuddby, Östergötland |       | 58.502084, 16.529168 | 10045003040001 | Ladda upp en bild av detta fornminne      |
| Kuddby 304:2                  | Stensättning                     |              | Kuddby, Östergötland |       | 58.502007, 16.529375 | 10045003040002 | Ladda upp en bild av detta fornminne      |
| Kuddby 305:1                  | Hällristning                     |              | Kuddby, Östergötland |       | 58.540191, 16.494288 | 10045003050001 | Ladda upp en bild av detta fornminne      |
| Kuddby 306:1                  | Hällristning                     |              | Kuddby, Östergötland |       | 58.537844, 16.492645 | 10045003060001 | Ladda upp en bild av detta fornminne      |
| Kuddby 307:1                  | Stensättning                     |              | Kuddby, Östergötland |       | 58.531036, 16.506344 | 10045003070001 | Ladda upp en bild av detta fornminne      |
| Kuddby 309:1                  | Stensättning                     |              | Kuddby, Östergötland |       | 58.550150, 16.494488 | 10045003090001 | Ladda upp en bild av detta fornminne      |
| Kuddby 310:1                  | Stensättning                     |              | Kuddby, Östergötland |       | 58.545253, 16.506423 | 10045003100001 | Ladda upp en bild av detta fornminne      |
| Kuddby 314:1                  | Stensättning                     |              | Kuddby, Östergötland |       | 58.522051, 16.511418 | 10045003140001 | Ladda upp en bild av detta fornminne      |
| Kuddby 314:2                  | Stensättning                     |              | Kuddby, Östergötland |       | 58.521867, 16.511852 | 10045003140002 | Ladda upp en bild av detta fornminne      |
| Kuddby 317:1                  | Stensättning                     |              | Kuddby, Östergötland |       | 58.520511, 16.533733 | 10045003170001 | Ladda upp en bild av detta fornminne      |
| Kuddby 318:1                  | Stensättning                     |              | Kuddby, Östergötland |       | 58.503416, 16.535898 | 10045003180001 | Ladda upp en bild av detta fornminne      |
| Kuddby 319:1                  | Stensättning                     |              | Kuddby, Östergötland |       | 58.502814, 16.531981 | 10045003190001 | Ladda upp en bild av detta fornminne      |
| Kuddby 322:1                  | Stensättning                     |              | Kuddby, Östergötland |       | 58.523657, 16.504087 | 10045003220001 | Ladda upp en bild av detta fornminne      |
| Kuddby 325:1                  | Stensättning                     |              | Kuddby, Östergötland |       | 58.529031, 16.445418 | 10045003250001 | Ladda upp en bild av detta fornminne      |
| Kuddby 329:1                  | Hällristning                     |              | Kuddby, Östergötland |       | 58.529859, 16.423113 | 10045003290001 | Ladda upp en bild av detta fornminne      |
| Kuddby 331:1                  | Stensättning                     |              | Kuddby, Östergötland |       | 58.513676, 16.455897 | 10045003310001 | Ladda upp en bild av detta fornminne      |
| Kuddby 332:1                  | Stensättning                     |              | Kuddby, Östergötland |       | 58.508668, 16.459623 | 10045003320001 | Ladda upp en bild av detta fornminne      |
| Kuddby 334:1                  | Gravfält                         |              | Kuddby, Östergötland |       | 58.513108, 16.476242 | 10045003340001 | Ladda upp en bild av detta fornminne      |
| Kuddby 336:1                  | Stensättning                     |              | Kuddby, Östergötland |       | 58.509369, 16.439139 | 10045003360001 | Ladda upp en bild av detta fornminne      |
| Kuddby 337:1                  | Gravfält                         |              | Kuddby, Östergötland |       | 58.499179, 16.444925 | 10045003370001 | Ladda upp en bild av detta fornminne      |
| Kuddby 347:1                  | Stensättning                     |              | Kuddby, Östergötland |       | 58.522940, 16.445433 | 10045003470001 | Ladda upp en bild av detta fornminne      |
| Kuddby 348:1                  | Stensättning                     |              | Kuddby, Östergötland |       | 58.508047, 16.457651 | 10045003480001 | Ladda upp en bild av detta fornminne      |
| Kuddby 348:2                  | Stensättning                     |              | Kuddby, Östergötland |       | 58.508186, 16.457939 | 10045003480002 | Ladda upp en bild av detta fornminne      |
| Kuddby 368                    | Hällristning                     |              | Kuddby, Östergötland |       | 58.520620, 16.507930 | 12000000023761 | Ladda upp en bild av detta fornminne      |
| Kuddby 379                    | Hällristning                     |              | Kuddby, Östergötland |       | 58.514445, 16.522683 | 12000000082823 | Ladda upp en bild av detta fornminne      |
| Östra Ny 92:2                 | Stensättning                     |              | Kuddby, Östergötland |       | 58.505106, 16.542278 | 10055300920002 | Ladda upp en bild av detta fornminne      |